# Briefmarken-Jahrgang 1987 der Deutschen Bundespost Berlin
Der Briefmarken-Jahrgang 1987 der Deutschen Bundespost Berlin umfasste 17 einzelne Sondermarken, einen Briefmarkenblock mit vier Sondermarken und fünf Dauermarken.
Alle Ausgaben dieses Jahrganges waren bis zum 31. Dezember 1991 frankaturgültig.
Der Nennwert der Marken betrug 16,60 DM; dazu kamen 3,80 DM als Zuschlag für wohltätige Zwecke.
Zum Thema „750 Jahre Berlin“ wurde ein Briefmarkenblock ausgegeben; ebenso eine Sondermarke in einer für Berliner Briefmarken ungewöhnlichen Größe. Dieses Motiv erschien am gleichen Tag auch mit der Aufschrift Deutsche Bundespost.
Als Ergänzungswerte gab es in den Dauermarkenserien „Frauen der deutschen Geschichte“ eine und in den „Sehenswürdigkeiten“ vier neue Motive; diese erschienen am selben Tag auch mit der Aufschrift Deutsche Bundespost.
Erstmals gab es in Berlin Automatenmarken mit Frankaturwerten von 5 bis 9995 Pfennig in einer Stufung von fünf Pfennig.

## Liste der Ausgaben und Motive
Legende
- Bild: Eine bearbeitete Abbildung der genannten Marke. Das Verhältnis der Größe der Briefmarken zueinander ist in diesem Artikel annähernd maßstabsgerecht dargestellt. Sollten keine Marken abgebildet sein, liegt es daran, dass das Urheberrecht des Künstlers noch nicht erloschen ist.
- Beschreibung: Eine Kurzbeschreibung des Motivs und/oder des Ausgabegrundes. Bei ausgegebenen Serien oder Blocks werden die zusammengehörigen Beschreibungen mit einer Markierung versehen eingerückt.
- Wert: Der Frankaturwert der einzelnen Marke in Pfennig. Ein „+“ bedeutet, dass es sich um eine Zuschlagsmarke handelt (= Frankaturwert + Spende).
- Ausgabedatum: Das Datum des erstmaligen Verkaufs dieser Briefmarke.
- Auflage: Soweit bekannt, wird hier die zum Verkauf angebotene Anzahl dieser Ausgabe angegeben.
- Entwurf: Soweit bekannt, wird hier angegeben, von wem der Entwurf dieser Marke stammt.
- Mi.-Nr.: Diese Briefmarke wird im Michel-Katalog unter der entsprechenden Nummer gelistet.

| Sondermarken    | |                  |                       |                      |                         |                      |
| Bild            | Beschreibung | Werte in Pfennig | Ausgabe- datum (1987) | Auflage              | Entwurf                 | Mi.-Nr.              |
|                 | Briefmarkenblock – 750 Jahre Berlin - Stadtansicht, (1650) | 40               | 15. Januar            | 6.700.000            | Peter Steiner           | Block 8 772          |
|                 | - Schloss Charlottenburg | 50               | 15. Januar            | 6.700.000            | Peter Steiner           | 773                  |
|                 | - Turbinenhalle der Firma AEG, (1909) | 60               | 15. Januar            | 6.700.000            | Peter Steiner           | 774                  |
|                 | - Philharmonie und Kammermusiksaal, (1987) | 80               | 15. Januar            | 6.700.000            | Peter Steiner           | 775                  |
|                 | 750 Jahre Berlin Sehenswürdigkeiten Berlins, Stadtwappen Als Hinweis auf das damals geteilte Berlin sind die „Ost-Sehenswürdigkeiten“ nur als Silhouette, die „West-Sehenswürdigkeiten“ hingegen komplett dargestellt. | 80               | 15. Januar            | 11.585.000           | Peter Steiner           | 776                  |
|                 | Sporthilfe 1987 - Deutsches Turnfest, in Berlin | 80+40            | 12. Februar           | 2.922.000            | Hans Peter Hoch         | 777                  |
|                 | - Judo-Weltmeisterschaften, in Essen | 120+55           | 12. Februar           | 2.404.000            | Hans Peter Hoch         | 778                  |
|                 | 100. Geburtstag von Louise Schroeder Oberbürgermeisterin von Berlin | 50               | 12. Februar           | 9.587.000            | Reinhold Gerstetter     | 779                  |
|                 | Für die Jugend 1987: Handwerksberufe - Böttcher | 50+25            | 9. April              | 2.352.000            | Heinz Schillinger       | 780                  |
|                 | - Steinmetz | 60+30            | 9. April              | 2.357.000            | Heinz Schillinger       | 781                  |
|                 | - Kürschner | 70+35            | 9. April              | 2.347.000            | Heinz Schillinger       | 782                  |
|                 | - Maler/Lackierer | 80+40            | 9. April              | 2.354.000            | Heinz Schillinger       | 783                  |
|                 | Ansiedlung der Böhmen in Rixdorf vor 250 Jahren Böhmische Glaubensflüchtlinge, Relief am Denkmal König Friedrich Wilhelms I., Berlin-Neukölln                                                                          | 50               | 5. Mai                | 9.588.000            | Bernd Görs              | 784                  |
|                 | Internationale Bauausstellung (IBA) in Berlin Wohnungsneubau, Berlin-Kreuzberg | 80               | 5. Mai                | 7.088.000            | Fritz Lüdtke            | 785                  |
|                 | Internationaler Botanischer Kongress in Berlin Kongressemblem | 60               | 16. Juli              | 6.088.000            | Reinhold Gerstetter     | 786                  |
|                 | Internationale Funkausstellung Berlin (IFA) Mill-Opera-Grammophon (1907), Schellackplatte, Compact Disc | 80               | 20. August            | 7.088.000            | Bernd Görs              | 787                  |
|                 | Wohlfahrtsmarken 1987: Gold- und Silberschmiedekunst - Goldener Haubenschmuck, (5. Jahrhundert) | 50+25            | 15. Oktober           | 9.396.000            | Fritz Lüdtke            | 789                  |
|                 | - Athenaschale, (1. Jahrhundert v. Chr.) | 60+30            | 15. Oktober           | 7.214.000            | Fritz Lüdtke            | 790                  |
|                 | - Oberarmschmuck „Armilla“, (um 1180) | 70+35            | 15. Oktober           | 4.914.000            | Fritz Lüdtke            | 791                  |
|                 | - Schlangenarmreif, (um 300 v. Chr.) | 80+40            | 15. Oktober           | 11.662.000           | Fritz Lüdtke            | 792                  |
|                 | Weihnachtsmarke 1987 Anbetung der Könige, Miniatur aus einem englischen Psalter (13. Jahrhundert) | 50+25            | 6. November           | 5.890.000            | Fritz Lüdtke            | 797                  |
| Dauermarken     | |                  |                       |                      |                         |                      |
| Bild            | Beschreibung | Werte in Pfennig | Ausgabe- datum (1987) | Auflage Berlin, Bund | Entwurf                 | Mi.-Nr. Berlin, Bund |
|                 | Dauermarkenserie: Frauen der deutschen Geschichte - Maria Sibylla Merian | 40               | 17. September         | 22.287.000           | Gerd Aretz              | 788 1331             |
|                 | Dauermarkenserie: Sehenswürdigkeiten - Schloss Celle | 30               | 6. November           |                      | Sibylle und Fritz Haase | 793 1339             |
|                 | - Freiburger Münster | 50               | 6. November           |                      | Sibylle und Fritz Haase | 794 1340             |
|                 | - Bavaria München | 60               | 6. November           |                      | Sibylle und Fritz Haase | 795 1341             |
|                 | - Zeche Zollern II Dortmund | 80               | 6. November           |                      | Sibylle und Fritz Haase | 796 1342             |
| Automatenmarken | |                  |                       |                      |                         |                      |
| Bild            | Beschreibung | Werte in Pfennig | Ausgabe- datum (1987) | Auflage Berlin       | Entwurf                 | Mi.-Nr. Berlin       |
|                 | Automatenmarke: Schloss Charlottenburg | 5–9995           | 4. Mai                | Gesamt: 36.000.000   | Heinz Schillinger       | 1                    |